# Helmut Engel (Kunsthistoriker)
Helmut Engel (* 2. Mai 1935 in Northeim; † 19. September 2019 in Berlin) war ein deutscher Kunsthistoriker und Denkmalpfleger. Von 1972 bis 2000 war er Landeskonservator von Berlin.

## Wirken
Helmut Engel studierte Kunstgeschichte an der Universität Göttingen und wurde dort 1964 mit einer Dissertation zu einem baugeschichtlichen Thema promoviert. Im Anschluss war er als Denkmalpfleger in Niedersachsen tätig und seit 1966 als Konservator für den Regierungsbezirk Hildesheim zuständig.
1972 wurde Helmut Engel zum ersten Landeskonservator Berlins ernannt. Er setzte sich für ein Denkmalschutzgesetz für Berlin ein, das dann 1977 verabschiedet wurde. 15 Jahre später berief ihn der Berliner Senat nach Schaffung eines neuen Landesdenkmalamtes 1992 zum Leiter der neu gegründeten Obersten Denkmalschutzbehörde des Stadtstaates. Sein Nachfolger im Landesdenkmalamt und Landeskonservator wurde Jörg Haspel. Bis zu seiner Pensionierung im Jahr 2000 blieb Engel Leiter der Obersten Denkmalschutzbehörde.
Nach seiner Pensionierung war Engel Geschäftsführer der Stiftung Denkmalschutz Berlin und Mitglied im Kuratorium der Ernst Freiberger-Stiftung.
Helmut Engel war zunächst Honorarprofessor am Fachgebiet Denkmalpflege der TU Berlin und dann Honorarprofessor für Stadtbildpflege am Kunsthistorischen Institut der Freien Universität Berlin.

## Schriften (Auswahl)
- 1964: Wilhelm Knoke, der Erbauer des Chores von St. Cyriakus in Duderstadt. Diss. phil. Universität Göttingen 1964 (Maschinenschrift).
- 1965: Die Katlenburg, Deutscher Kunstverlag, München u. a. (= Große Baudenkmäler, Bd. 191), und weitere Auflagen bis 1991.
- 1969: Zur Geschichte der Denkmalpflege in Niedersachsen. In: Neues Archiv für Niedersachsen, Bd. 18, 1969, Heft 4, S. 338–347.
- 1971: Das Zisterzienserkloster Amelungsborn, Deutscher Kunstverlag, München u. a. (bis 1978 insgesamt 6 Auflagen).
- 1995: „Es gab Schoten und Mohrrüben“ oder: Die Russen waren einfach plötzlich da.
- 1995: Berlin – woher wohin? Oder: dicht daneben ist auch vorbei! Gebrüder Mann, Berlin, ISBN 3-7861-1833-7.
- 1997: Berlin auf dem Weg zur Moderne, Jovis-Verlag, Berlin (= Werte und Konzepte, Bd. 2), ISBN 3-931321-84-3.
- 1998: Schauplatz Staatsmitte: Schloß und Schloßbezirk in Berlin, Jovis-Verlag, Berlin, ISBN 3-931321-94-0.
- 2004: Das Haus des deutschen Kaisers: das „Alte Palais“ Unter den Linden in Berlin, Braun, Berlin, ISBN 3-935455-52-6.
- 2005: Das Charlottenburger Tor – Tor zu einer der „schönsten Straßen der Welt“, Stiftung Denkmalschutz, Berlin, ISBN 3-00-016993-8.
- 2007: Die Genossen waren eben da und die anderen nicht: Kriegsende und Nachkriegszeit im Berliner Südosten; Rahnsdorf, Wilhelmshagen, Hessenwinkel, BWV, Berliner Wissenschaft-Verlag, Berlin, ISBN 978-3-8305-1363-6.
- 2007: mit Alexander Kissler, Volker Koop, Antje Korsmeier: Thomas Mann – Helden ohne Degen, hrsg. v. der Ernst-Freiberger-Stiftung, ISBN 978-3-937233-39-0
- 2009: Baugeschichte Berlin, Band 1, Aufstieg, Behauptung, Aufbruch: 1640–1861, Jovis-Verlag Berlin, ISBN 978-3-936314-15-1
- 2004: Baugeschichte Berlin, Band 2, Umbruch, Suche, Reformen: 1861–1918, Jovis-Verlag Berlin, ISBN 978-3-936314-16-8
- 2007: Baugeschichte Berlin, Band 3, Moderne, Reaktion, Wiederaufbau: 1919–1970, Jovis-Verlag Berlin, ISBN 978-3-936314-17-5
- 2010: „Entwerfen in der historischen Straße“. Drei Skizzen zu Heinrich Klotz. In: Re-Visionen der Moderne. Begegnungen mit Heinrich Klotz. Hrsg. Judith Rottenburg, Fink, München 2010, ISBN 9783770549931, S. 49 ff. (Digitalisat auf brill.com, abgerufen am 29. Januar 2023).
- 2013: Die Dorfkirche als Kunstwerk: Dorfkirchen in der Umgebung von Berlin und Potsdam: Schinkel – Persius – Stüler – Soller, Trafo, Berlin, ISBN 978-3-86465-026-0
- 2013: mit Gudrun Fritsch, Josephine Gabler: Käthe Kollwitz – Helden ohne Degen, hrsg. v. der Ernst-Freiberger-Stiftung, ISBN 978-3-95410-014-9